# Hata Motohiro
Motohiro Hata (秦基博 Hata Motohiro, Tần Cơ Bác) là một ca sĩ kiêm nhạc sĩ Nhật Bản. Anh ra mắt lần đầu tiên với danh là BMG Japan năm 2006 cho single "Synchro" (シンクロ Shinkuro).

## Tiểu sử
Hata là em út trong ba người anh em. Anh đến Yokohama khi lên 2. Anh bắt đầu chơi đàn guitar lúc 3 tuổi, sau khi anh trưởng của cậu có được 3,000 yen từ một người bạn. Khi lên trung học, anh bắt đầu viết bài hát, và sau khi nhập học anh bắt đầu làm việc chăm chỉ như một nhạc sĩ thực thụ.
Năm 1999, là lần đầu anh biểu diễn tại một buổi đại hoà nhạc ở F.A.D ngôi nhà sống Yokohama, sau khi được một người bạn anh giới thiệu.
Năm 2004, anh phát hành một EP đơn, "Orange no Haikei no Akai Seibutsu" (オレンジの背景の赤い静物). Năm 2006 anh ký kết với Augusta Records sau khi gây sự chú ý đến một trong những nhân viên tại đó. Anh là người mở màn cho Augusta Camp 2006 vào tháng 7. Anh ra mắt single "Synchro" (シンクロ Shinkuro).
Single 2008 của anh là "Kimi, Meguru, Boku" (キミ、メグル、ボク Tôi luôn ở bên bạn), được xếp ở vị trí #15 trong top 20 hit đầu của anh trên bảng xếp hạng Oricon. "Kimi, Meguru, Boku" được sử dụng làm bài hát chủ đề mở đầu cho loạt animeItazura na Kiss. Từ đó, anh có 6 top 20 single và 2 top 10 album.
Năm 2009, bài hát "halation", nằm trong đĩa đơn cùng tên của anh, trở thành bài hát chủ đề cho giải Bóng chày Trung học toàn quốc Nhật Bản (hay còn gọi là Koshien Mùa hè) cũng như chương trình phát sóng trên đài TV Asahi, bao gồm chương trình tổng hợp diễn biến Netto Koshien.
Năm 2010, bài hát của anh "Tōmei Datta Sekai" được chọn làm bài hát mở đầu 7 season của Naruto: Shippuden.
Năm 2012 anh hát bài "Altair" dưới tên "Motohiro Hata meets Sakamichi no Apollon" cho phần kết anime Kids on the Slope, nó được công chiếu ngày 12 tháng 4 năm 2012.
Bài hát "Goodbye Issac" là bài hát kết thứ tư anime Space Brothers.
Năm 2013, cover "Rain" của anh được Senri Oe chọn làm ED chủ đề Vườn ngôn từ của Shinkai Makoto.
Năm 2014, "Himawari no Yakusoku" ([[ひまわりの約束) (Lời hứa của hoa hướng dương) được sử dụng làm bài hát chủ đề cho phim hoạt hình 3D Stand by Me Doraemon (Tiếng Nhật: STAND BY ME ドラえもん).

## Danh sách đĩa nhạc
- Orange no Haikei no Akai Seibutsu (2004) (EP độc lập)
- Bokura o Tsunagu Mono (2007) (EP)
- Contrast (2007)
- Alright (2008)
- Best of Green Mind '09 (2010) (acoustic)
- Documentary (2010)[2]
- Signed POP (2013)